# Apple ProRes
Apple ProRes 422 — семейство проприетарных кодеков для сжатия видео с потерями, разработанное компанией Apple и впервые представленное в апреле 2007 года в видеоредакторе Final Cut Studio 2. Основное применение — монтаж видео стандартной и высокой чёткости, а также цифровых киноформатов 4K, 5К, 6K и 8K во время постпродакшна.

## Особенности
ProRes алгоритм основан на дискретно-косинусном преобразовании (ДКП) и использует следующие методы сжатия:
- кодирование коэффициентов ДКП специализированным гибридным кодом Голомба-Райса/экспоненциальным кодом Голомба
- кодирование длин серий
- дифференциальное кодирование
- скалярное квантование

## Разновидности формата

### Apple ProRes 4444
Apple ProRes 4444 — кодек, представленный в 2009 году, способен сохранять видео в цветовых пространствах RGB (4:4:4) или Y’CrCb (4:4:4) без цветовой субдискретизации. Поддерживается разрядность 12 бит. Также дополнительно возможно наличие альфа-канала, для которого применяется сжатие без потерь, таким образом поддерживается полный формат 4:4:4:4. Применяется в случаях, когда предъявляются высокие требования к качеству передаваемых цветов, например при создании спецэффектов в кинематографе при помощи трёхмерной компьютерной графики и последующем композитинге.
Основные характеристики:
- внутрикадровое сжатие
- поддержка исходного материала форматов — 4:4:4 / 4:4:4:4
- разрядность — 12 бит
- переменный битрейт
- поддержка альфа-канала

### Apple ProRes 422
Apple ProRes 422 (HQ) — версия кодека «высокого качества» (англ. High Quality). Отличается повышенным битрейтом и высоким качеством видеоизображения, визуально неотличимым от оригинала. Распространён в индустрии постпродакшн видео.
Основные характеристики:
- разрешение: 8K, 5К, 4K, 2K, HD (до 1920x1080) и SD
- цветовая субдискретизация — 4:2:2
- разрядность квантования — 10 бит
- внутрикадровое сжатие
- Переменный битрейт (VBR)
  - 220 Мбит/с для высокой чёткости 60i
  - 63 Мбит/с для стандартной чёткости 29.97p
- Быстрое кодирование и декодирование

Apple ProRes 422 обладает всеми преимуществами версии HQ, поддерживает все те же форматы, однако имеет более низкую скорость потока и больше подходит для многопоточного монтажа в реальном времени. Поток 145 Мбит/с для видео высокой чёткости на 60i.
Apple ProRes 422 (LT) облегченная версия кодека, имеет ещё более низкую скорость потока — 100 Мбит/с и ниже в зависимости от требований видеоформата. Является балансом между качеством изображения и размером файла, подходит для задач цифрового телевещания, где зачастую предъявляются требования к ёмкости накопителей и потоку данных. Apple ProRes 422 (LT) подходит для многокамерной внестудийной съёмки и вещания, где большое количество видеопотоков необходимо записывать на диск. Также подходит для преобразования.
Apple ProRes 422 (Proxy) позволяет сохранять видео высокой чёткости с потоком данных ниже 36 Мбит/с, при этом поддерживается видео размером 1920x1080 и 1280x720 разрядностью 10 бит с дискретизацией 4:2:2. Подходит для чернового монтажа или для предпросмотра в случаях, когда требуется небольшая скорость потока. Также применяется как копия пониженного качества при так называемом «офлайн»-монтаже, когда все операции редактирования, переходов и наложение эффектов выполняются с пониженным качеством, чтобы меньше нагружать систему и использовать более простые монтажные системы. При этом финальный просчёт будет производиться с максимальным качеством на мощном сервере.

### Сравнение форматов семейства ProRes
На примере стандарта 1920x1080p25:
| Формат                   | Разрядность, бит | Дискретизация | Битрейт, Мбит/с |
| ------------------------ | ---------------- | ------------- | --------------- |
| Apple ProRes 4444        | 12               | 4:4:4         | 275             |
| Apple ProRes 422 (HQ)    | 10               | 4:2:2         | 184             |
| Apple ProRes 422         | 10               | 4:2:2         | 122             |
| Apple ProRes 422 (LT)    | 10               | 4:2:2         | 85              |
| Apple ProRes 422 (Proxy) | 10               | 4:2:2         | 38              |

На примере стандарта 3840x2160p25:
| Формат                   | Разрядность, бит | Дискретизация | Битрейт, Мбит/с |
| ------------------------ | ---------------- | ------------- | --------------- |
| Apple ProRes 4444        | 12               | 4:4:4         | 1769            |
| Apple ProRes 422 (HQ)    | 10               | 4:2:2         | 786             |
| Apple ProRes 422         | 10               | 4:2:2         | 524             |
| Apple ProRes 422 (LT)    | 10               | 4:2:2         | 365             |
| Apple ProRes 422 (Proxy) | 10               | 4:2:2         | 162             |

На примере стандарта 8192x4320p25:
| Формат                   | Разрядность, бит | Дискретизация | Битрейт, Мбит/с |
| ------------------------ | ---------------- | ------------- | --------------- |
| Apple ProRes 4444        | 12               | 4:4:4         | 4719            |
| Apple ProRes 422 (HQ)    | 10               | 4:2:2         | 3146            |
| Apple ProRes 422         | 10               | 4:2:2         | 2097            |
| Apple ProRes 422 (LT)    | 10               | 4:2:2         | 1460            |
| Apple ProRes 422 (Proxy) | 10               | 4:2:2         | 649             |